# Téo James Michel
Téo James Michel (París, 3 de mayo de 2004) es un futbolista francés, nacionalizado haitiano, que juega en la demarcación de extremo derecho para el LB Chateauroux del Championnat National.

## Selección nacional
Tras jugar en las categorías inferiores de la selección, finalmente hizo su debut con la selección de Haití el 22 de marzo de 2025 en un encuentro amistoso contra Azerbaiyán que finalizó con un resultado de 0-3 a favor del combinado haitiano tras un gol de Danley Jean Jacques y un doblete de Frantzdy Pierrot.

## Clubes
| Club              | País    | Año   | Partidos | Goles |
| ----------------- | ------- | ----- | -------- | ----- |
| LB Chateauroux II | Francia | 2021- | 59       | 5     |
| LB Chateauroux    | Francia | 2023- | 28       | 1     |